# Wallenbuch
Wallenbuch är en ort i kommunen Gurmels i kantonen Fribourg i Schweiz. Wallenbuch var tidigare en egen kommun, men den 1 januari 2003 inkorporerades den i Gurmels.
Wallenbuch utgör en exklav i kantonen Bern.